# Grosse Scheidegg
Il Grosse Scheidegg è un passo di montagna del Canton Berna, collega la località di Grindelwald con Meiringen. Scollina a un'altitudine di 1962 m s.l.m.
Dal punto di vista orografico separa le Alpi Bernesi (a sud) dalle Prealpi Svizzere (a nord).